# 西阿野村
西阿野村（にしあのむら）は、愛知県知多郡にあった村。現在の常滑市の一部にあたる。

## 地理
知多半島中央部、伊勢湾岸に位置していた。

## 歴史
- 江戸時代は尾張藩領で横須賀代官所支配であった[2]。
- 1878年（明治11年）知多郡佐合村の一部となる[2]。
- 1883年（明治16年）佐合村から分立して西阿野村となる[2]。
- 1889年（明治22年）10月1日、町村制の施行により、知多郡西阿野村が単独で村制施行し西阿野村が発足[1][2]。大字は編成せず[2]。
- 1906年（明治39年）5月1日、知多郡樽水村、苅屋村、古場村と合併し、枳豆志村を新設して廃止された[1][2]。合併後、枳豆志村西阿野となる[2]。

### 地名の由来
東阿野（現豊明市）に対して西阿野と称した。阿野の由来には次の諸説あり。
1. 青野に由来。
2. 阿野は天台宗園城寺の衆徒を指し、南北朝時代にこの地が園城寺の所領であったことから。

## 産業
- 農業[2]

## 教育
- 1874年（明治7年）深柳学校設立[2]。1876年（明治9年）西阿野学校に改称[2]。

## 名所・旧跡
- 高讃寺[2]